# استان کانیار
استان کانیار (به اسپانیایی: Cañar Province) یک استان در اکوادور است که در اکوادور واقع شده‌است.

## خصوصیات
استان کانیار ۳٬۱۴۶٫۰۸ کیلومترمربع مساحت و ۲۲۵٬۱۸۴ نفر جمعیت دارد.